# Cattedrale dell'Assunzione di Maria Vergine (Arbe)
L'ex cattedrale dell'Assunzione di Maria Vergine (in croato Katedrala Uznesenja Blažene Djevice Marije) si trova ad Arbe, in Croazia. La chiesa è l'antica cattedrale della diocesi di Arbe, soppressa nel 1828.

## Storia
Recenti ritrovamenti archeologici indicando l'origine paleocristiana della chiesa, databile intorno al IV - V secolo. Nel IX secolo fu ricostruita e decorata con nuovi elementi architettonici, come il ciborio che ancora oggi sovrasta l'altare maggiore. Nella facciata, del XII secolo, sono evidenti le influenze del romanico toscano. Il campanile della cattedrale è stato innalzato nel XV secolo, dopo che un fulmine aveva distrutto l'originale romanico. Alla seconda metà del XVI secolo risale invece l'abside della cappella della Santa Croce e l'altare con un crocifisso di legno colorato del tardo Rinascimento.
Il tesoro conserva preziosi oggetti liturgici e reliquie, tra cui lastre di rame smaltato e il reliquiario di San Cristoforo del XII secolo.